# До (Берковићи)
До је насељено мјесто у општини Берковићи, у Републици Српској, Босна и Херцеговина. Према попису становништва из 2013. године, у насељу је живјело 34 становника.

## Географија
Налази се на 100-400 метара надморске висине, површине 12,22 км2 (1991), удаљено око 10 километара од општинског центра. Дејтонским мировним споразумом 1995. око 80% територије села припало је општини Берковићи (Република Српска), а преостали дио општини Столац (Федерација Босне и Херцеговине). Дио села који је у Републици Српској припада мјесној заједници Блаца. Село је разбијеног типа, а засеоци су Поди и Топли тор. Смјештено је на падинама планине Хргуд и уз кањон ријеке Брегаве, која извире у селу. Становништво се бави риболовом и узгојем медитеранског воћа (смоква, грожђе, нар). Ђаци похађају наставу у Основну школу  "Његош" у Берковићима. У селу постоји гробље, а најближа црква је у Стоцу. Село је добило електричну енергију 1968, водовод 1982-1983, а телефонску мрежу почетком XXI вијека. Са врела Брегаве спроведен је водовод до Стоца почетком ХХ вијека, а 1975. изграђен је водовод до Љубиња. Кроз атар пролази регионални пут Столац-Берковићи. У селу постоје два угоститељска објекта и рибњак (2016).

## Историја
У ратовима 1912-1918. добровољци су били Благоје А. и Видоје С. Бркић. Током Другог свјетског рата страдало је шест цивила и два борца Народноослободилачке војске Југославије. Код врела Брегаве, 13. фебруара 1942, Столачки батаљон Народноослободилачке војске Југославије разоружао је италијанску стражу, а потом поразио италијанску чету која је дошла из Стоца. На том мјесту 1972. подигнут је споменик погинулим борцима Столачког батаљона. У Одбрамбено-отаџбинском рату 1992-1995. погинула су два борца Војска Републике Српске, а њихова имена уписани су на спомен-плочи на саборној цркви у Берковићима.

## Становништво
До је 1895. имао 13 домаћинстава и 74 становника (73 православца и један муслиман); 1948. - 123 становника; 1981. - 70; 1971. - 93; 1991. - 57; 2013. - 11 домаћинстава и 32 становника (Срби). Породица Бркић слави Никољдан, а Шкрба - Јовањдан.
| Националност       | 2013. | 1991. | 1981. | 1971. | 1961. |
| Срби               | 34    | 57    | 70    | 92    | 118   |
| Хрвати             |       |       |       |       | 2     |
| остали и непознато |       |       |       | 1     |       |
| Укупно             | 34    | 57    | 70    | 93    | 120   |

| Демографија | Демографија | Демографија |
| Година      | Становника  | Становника  |
| ----------- | ----------- | ----------- |
| 1895.       | 74          |             |
| 1948.       | 123         |             |
| 1953.       | 121         |             |
| 1961.       | 120         |             |
| 1971.       | 93          |             |
| 1981.       | 70          |             |
| 1991.       | 57          |             |
| 2013.       | 34          |             |